# Marcel Goc
Pour les articles homonymes, voir Goc.
Marcel Goc (prononcé « Gotch »), né le 24 août 1983 à Calw en Allemagne de l'Ouest, est un joueur professionnel allemand de hockey sur glace jouant au centre ou à l'aile droite.

## Biographie

### Carrière en club
Il fut repêché par les Sharks de San José au premier tour, en 20e position au total, du repêchage d'entrée dans la LNH 2001 des Schwenningen Wild Wings, club avec lequel il avait débuté en DEL à seize ans. Après avoir joué avec Schwenningen et les Adler Mannheim, il traversa l'Atlantique pour venir jouer avec le club-école des Sharks, les Barons de Cleveland pour la saison 2003-2004. Il passa toute la saison avec les Barons, mais rejoint les Sharks au cours des séries. Le 1er juillet 2011, il signe un contrat avec les Panthers de la Floride. Le 5 mars 2014, il passe à l'emploi des Penguins de Pittsburgh. Il reste avec l'équipe jusqu'en janvier 2015 avant de passer aux mains des Blues de Saint-Louis en retour de Maxim Lapierre.

### Carrière internationale
Il a pris part à plusieurs compétitions internationales sous le maillot allemand dont les Championnats du monde de 2001, 2003, 2005, et 2008. Il a également disputé la Coupe du monde de 2004 et les Jeux olympiques d'hiver de 2006 à Turin.

## Trophées et honneurs personnels
- 2002 : participe au Match des étoiles de la DEL.

## Parenté dans le sport
Ses frères Sascha Goc et Nikolai Goc sont également hockeyeurs professionnels.

## Statistiques
| Saison     | Équipe                  | Ligue      |     | Saison régulière | Saison régulière | Saison régulière | Saison régulière | Saison régulière |   | Séries éliminatoires | Séries éliminatoires | Séries éliminatoires | Séries éliminatoires | Séries éliminatoires |
| Saison     | Équipe                  | Ligue      | PJ  | B                | A                | Pts              | Pun              | PJ               | B | A                    | Pts                  | Pun                  |                      |                      |
| 1999-2000  | Schwenningen Wild Wings | DEL        | 51  | 0                | 3                | 3                | 4                |                  |   |                      |                      |                      |                      |                      |
| 2000-2001  | Schwenningen Wild Wings | DEL        | 58  | 13               | 28               | 41               | 12               |                  |   |                      |                      |                      |                      |                      |
| 2001-2002  | Schwenningen Wild Wings | DEL        | 45  | 8                | 9                | 17               | 24               |                  |   |                      |                      |                      |                      |                      |
| 2001-2002  | Adler Mannheim          | DEL        | 8   | 0                | 2                | 2                | 0                |                  |   |                      |                      |                      |                      |                      |
| 2002-2003  | Adler Mannheim          | DEL        | 36  | 6                | 14               | 20               | 16               | 8                | 1 | 2                    | 3                    | 0                    |                      |                      |
| 2003-2004  | Barons de Cleveland     | LAH        | 78  | 16               | 21               | 37               | 24               |                  |   |                      |                      |                      |                      |                      |
| 2003-2004  | Sharks de San José      | LNH        |     |                  |                  |                  |                  | 5                | 1 | 1                    | 2                    | 0                    |                      |                      |
| 2004-2005  | Barons de Cleveland     | LAH        | 76  | 16               | 34               | 50               | 28               |                  |   |                      |                      |                      |                      |                      |
| 2005-2006  | Sharks de San José      | LNH        | 81  | 8                | 14               | 22               | 22               | 11               | 0 | 3                    | 3                    | 0                    |                      |                      |
| 2006-2007  | Sharks de San José      | LNH        | 78  | 5                | 8                | 13               | 24               | 11               | 2 | 1                    | 3                    | 4                    |                      |                      |
| 2007-2008  | Sharks de San José      | LNH        | 51  | 5                | 3                | 8                | 12               | 4                | 0 | 0                    | 0                    | 2                    |                      |                      |
| 2008-2009  | Sharks de San José      | LNH        | 55  | 2                | 9                | 11               | 18               | 6                | 0 | 0                    | 0                    | 2                    |                      |                      |
| 2009-2010  | Predators de Nashville  | LNH        | 73  | 12               | 18               | 30               | 14               | 6                | 0 | 1                    | 1                    | 2                    |                      |                      |
| 2010-2011  | Predators de Nashville  | LNH        | 51  | 9                | 15               | 24               | 6                |                  |   |                      |                      |                      |                      |                      |
| 2011-2012  | Panthers de la Floride  | LNH        | 59  | 11               | 16               | 27               | 10               | 7                | 2 | 3                    | 5                    | 0                    |                      |                      |
| 2012-2013  | Adler Mannheim          | DEL        | 18  | 4                | 15               | 19               | 8                |                  |   |                      |                      |                      |                      |                      |
| 2012-2013  | Panthers de la Floride  | LNH        | 42  | 9                | 10               | 19               | 8                |                  |   |                      |                      |                      |                      |                      |
| 2013-2014  | Panthers de la Floride  | LNH        | 62  | 11               | 12               | 23               | 31               |                  |   |                      |                      |                      |                      |                      |
| 2013-2014  | Penguins de Pittsburgh  | LNH        | 12  | 0                | 2                | 2                | 4                | 9                | 0 | 1                    | 1                    | 4                    |                      |                      |
| 2014-2015  | Penguins de Pittsburgh  | LNH        | 42  | 2                | 3                | 5                | 4                |                  |   |                      |                      |                      |                      |                      |
| 2014-2015  | Blues de Saint-Louis    | LNH        | 31  | 1                | 2                | 3                | 4                | 4                | 0 | 0                    | 0                    | 0                    |                      |                      |
| 2015-2016  | Adler Mannheim          | DEL        | 3   | 0                | 0                | 0                | 2                | 3                | 1 | 2                    | 3                    | 6                    |                      |                      |
| 2016-2017  | Adler Mannheim          | DEL        | 38  | 9                | 19               | 28               | 12               |                  |   |                      |                      |                      |                      |                      |
| 2017-2018  | Adler Mannheim          | DEL        | 42  | 4                | 12               | 16               | 6                | 10               | 1 | 2                    | 3                    | 0                    |                      |                      |
| 2018-2019  | Adler Mannheim          | DEL        | 9   | 0                | 2                | 2                | 4                | 14               | 1 | 3                    | 4                    | 4                    |                      |                      |
| 2019-2020  | Adler Mannheim          | DEL        | 34  | 0                | 5                | 5                | 10               | -                | - | -                    |                      | -                    |                      |                      |
| Totaux LNH | Totaux LNH              | Totaux LNH | 636 | 75               | 113              | 188              | 157              | 63               | 5 | 10                   | 15                   | 14                   |                      |                      |